# Port lotniczy São Felipe
Port lotniczy Sao Filipe – port lotniczy zlokalizowany w mieście São Filipe, na wyspie Fogo (Republika Zielonego Przylądka).

## Linie lotnicze i połączenia
| Linia Lotnicza     | Kierunek        |
| ------------------ | --------------- |
| Bestfly Cabo Verde | 1. Praia        |
| Cabo Verde Express | 1. Praia 2. Sal |